# ليونارد إيفانز
ليونارد إيفانز هو سياسي كندي، ولد في 19 أغسطس 1929 بوينيبيغ في كندا، وتوفي بنفس المكان في 2 يناير 2016. حزبياً، نشط في الحزب الديمقراطي الجديد. وقد انتخب عضو المجلس التنفيذي لمانيتوبا ‏.